# نجمه تجدد
نجمه تجدد (زادهٔ ۱۳۳۰ در تهران) خوانندهٔ موسیقی ایرانی است. وی سال‌ها با گروه کامکارها و گروه تنبور شمس همکاری داشته و در کنار انتشار آلبوم‌های موسیقی در کنسرت‌های بسیاری نیز به همراهی این دو گروه در داخل و خارج از ایران شرکت کرده‌است.

## زندگی هنری
نجمه تجدد در سال ۱۳۳۰ در تهران و در خانواده ای هنر دوست متولد شد و آواهای مادرش اولین آموزگار او بود. در سنین نوجوانی شاگردی «غلامحسین بنان» و «حسین قوامی» را با تصنیف‌خوانی تجربه کرد. آواز سنتی را نزد «نصرالله ناصح پور» و ردیف کامل موسیقی را از «داوود گنجه ای» و سه‌تار را نزد «قشنگ کامکار» آموخت و تحصیلات دانشگاهی خود را در دانشکدهٔ دراماتیک گذراند. او پس از ازدواج با «بیژن کامکار» با آواز و موسیقی کردی آشنایی پیدا کرد.

## فعالیت و آثار هنری
نجمه تجدد فعالیت حرفه‌ای خود را در زمینهٔ آواز سنتی ابتدا در خارج از ایران آغاز کرد. او به عنوان همخوان با گروه کامکارها و هم‌چنین از سال ۱۳۷۸ به عنوان خواننده با گروه موسیقی تنبور شمس همکاری داشته و به اجرای کنسرت موسیقی پرداخته‌است. وی در کشورهای مختلف اروپایی و آمریکا به اجرای موسیقی پرداخته‌است. او به مناسبت سال جهانی مولانا در سال ۱۳۸۶ با گروه تنبور شمس در کشورهای فرانسه و ترکیه به روی صحنه رفت. از دیگر کنسرت‌هایی که وی در خارج از کشور اجرا کرده، شرکت در جشنواره ایماژودی بوده که به همراه گروه تنبور شمس صورت گرفته‌است. نجمه تجدد از نخستین بانوانی است که با ساز تنبور آواز خوانده و با موسیقی تنبور آشنایی دارد و در این زمینه از راهنمایی «کیخسرو پورناظری» بهره جسته‌است. او هم‌اکنون در «آموزشگاه شمس» به تدریس و اشاعهٔ آواز ایرانی مشغول است.

## آثار
| آلبوم‌ها                  | آلبوم‌ها    | آلبوم‌ها                           | آلبوم‌ها | آلبوم‌ها | آلبوم‌ها       | آلبوم‌ها                                                               |
| ------------------------ | ---------- | --------------------------------- | ------- | ------- | ------------- | --------------------------------------------------------------------- |
| نام آلبوم                | سال انتشار | آهنگساز                           | نوازنده | خواننده | ناشر          | توضیحات                                                               |
| مستان سلامت می‌کنند       |            | کیخسرو پورناظری، تهمورس پور ناظری |         | آری     | ایران گام     | خواننده بیژن کامکار با همخوانی نجمه تجدد و مریم ابراهیم پور           |
| نیشتمان                  |            | کیخسرو پور ناظری                  |         | آری     | مهر پویان نوا | خواننده: نجمه تجدد، مریم ابراهیم‌پور، ندا خاکی                         |
| سایه روشن مهتاب          |            | احسان ذبیحی فر                    |         | آری     | حوزه هنری     | خواننده: بیژن کامکار با همخوانی نجمه تجدد                             |
| شوری دیگر (بخش فارسی)    |            |                                   |         | آری     | مشکات         | خواننده: بیژن کامکار، مریم ابراهیم‌پور، نجمه تجدد، صبا کامکار، باد صبا |
| شوری دیگر (کردی بخش اول) |            |                                   |         | آری     | مشکات         | خواننده: بیژن کامکار، مریم ابراهیم‌پور، نجمه تجدد، صبا کامکار          |
| بیابان بیکران            |            |                                   |         | آری     |               | همخوان                                                                |
| جامه رنگین               | ۱۳۹۵       | علیرضا فیض بشی‌پور                 |         | آری     | سروش          | خواننده: بیژن کامکار، همخوان: نجمه تجدد                               |